# Semur (Adelsgeschlecht)
Semur war eine burgundische Adelsfamilie des Hochmittelalters.

## Geschichte
Das Adelsgeschlecht stammte aus Semur-en-Brionnais und trat erstmals Mitte des 10. Jahrhunderts auf. Größere Bedeutung erlangte es Anfang des 11. Jahrhunderts durch die Ehe zwischen Geoffroy I. de Semur und Mahaut de Chalon, der Witwe Heinrichs des Großen, Herzog von Burgund, der die Hochzeit zwischen den Kindern des Paares aus ihren früheren Ehen, Damas I. de Semur und Aremburga, folgte. Obwohl Aremburga das einzige Kind des Herzogs war, erbten die Semur den Titel nicht, da König Robert II., der Neffe Heinrichs, das Herzogtum an sich brachte. Stattdessen bekamen die Semur aus dem Erbe Mahauts die Grafschaft Chalon-sur-Saône, die aber mangels männlicher Nachkommen bereits 1078/80 wieder verloren ging, sowie die Herrschaft Donzy, die für die weiteren Generationen namengebend wurde.
Ebenso wie die burgundische Ehe brachte auch die Verbindung von Hervé IV. de Donzy und Mahaut de Courtenay (1199), der Erbin der Grafschaften Nevers, Auxerre und Tonnerre der Familie nichts ein, da aus dieser Ehe keine Söhne geboren wurden.
Wichtigstes Familienmitglieder ist jedoch Hugo der Heilige († 1109), 1049 6. Abt von Cluny.
Die älteste Linie, die Linie Semur, starb im Hauptstamm Mitte des 13. Jahrhunderts aus; eine Nebenlinie ist das Haus Damas-en-Forez, das 1816 den Titel eines Herzogs von Damas-Crux erhielt und 1846 erlosch. Die zweite Linie, die Linie Donzy starb im Hauptstamm 1225 aus; hier existierte jedoch vermutlich eine Nebenlinie, die Nachkommen von Savaric de Semur, einem Onkel von Geoffroy III. de Donzy (der auch ein Onkel mütterlicherseits sein kann), von dem das Haus Vergy abstammt, das 1630 als Besitzer der Grafschaft Champlitte ausstarb. Die jüngste Linie schließlich war die der Grafen von Chalon, die bereits 1227 erlosch.

## Stammliste (Auszug)
1. Fréelan de Chamelet, Seigneur de Semur
  1. Joceran Bers de Semur († 992/994)
    1. Gottfried I. von Semur (Geoffroy I. de Semur) 1015 bezeugt; ⚭ I NN, Tochter von Damas, Vicomte de Brioude († vor 962); ⚭ II Mahaut de Chalon († vor 1019), Tochter des Lambert, Graf von Chalon, Witwe des Herzogs Heinrich der Große von Burgund († 1002), (Robertiner)
      1. (I) Damas I., Sire de Semur († vor 1048); ⚭ um 1015 Aramburga von Burgund (* wohl 999), Tochter Herzog Heinrichs des Großen von Burgund, (Robertiner)
        1. Geoffroy II. († wohl 1070/1080 in Cluny), Sire de Semur; ⚭ Aelis, Tochter des Grafen Renaud, wohl Rainald I., Graf von Nevers, (Haus Monceaux)
          1. Geoffroy III. († 24. Mai 1123 in Marcigny); ⚭ um 1072 Ermanjart, Tochter von Damas de Semur, 1088 Nonne (siehe unten)
            1. Geoffroy IV. de Semur, genannt Courtepée († vor 1128); ⚭ Aelis de Guînes (Haus Guînes)
              1. Geoffroy V. de Semur († nach 1150), 1137/42 Graf von Guînes
                1. Damas II. de Semur (1145–1162 bezeugt)
                  1. Simon I. de Semur (1192 bezeugt, † 1219); ⚭ 1196 Marie von Burgund, genannt Ducissa (Duchesse, Herzogin) († nach 1223), Tochter von Hugo III., Herzog von Burgund, (Älteres Haus Burgund)
                    1. Damas III. (1223 bezeugt)

                  2. Damas de Luzy (1190–1214 bezeugt, † vor 1226)
                    1. Simon de Luzy (1226 minderjährig, † vor 1247); ⚭ um 1240 Elisabeth, 1265 Dame de Beaujeu († Januar 1297), Tochter von Humbert V. de Beaujeu, Sire de Beaujeu (Haus Beaujeu), sie heiratete in zweiter Ehe 1247 Renaud I. d‘Albon, Graf von Forez († 1270), (Haus Albon)
                    2. Renaud de Luzy (1228–1248 bezeugt)

            2. Renaud († 7. August 1129), 1106 Abt von Vézelay, 1128 Erzbischof von Lyon

          2. Hugues Damas (1088–1118 bezeugt), Seigneur de Dyo, de Lugny et de Couzan – Nachkommen: das Haus Damas-en-Forez

        2. Hélie (* 1016, † 22. April nach 1055), um 1050 als Schwester Petronilla in Beaune; ⚭ um 1033, verstoßen 1046, Robert I., Herzog von Burgund († 21. März 1076), (Älteres Haus Burgund)
        3. Damas, Sire de Montagu 1036
          1. Renaud († wohl 1109), Sire de Montagu
          2. Hugues († 10. August 1137), Abt von Saint-Germain d’Auxerre
          3. Ermanjart, 1088 Nonne; ⚭ um 1072 Geoffroy III. de Semur († 1123) – siehe oben

        4. Hugo der Heilige (* 13. Mai 1024; † 28. April 1109), 1049 6. Abt von Cluny

      2. (I) Renaud; ⚭ 1040 Aelis de Bar-sur-Aube
      3. (II)Geoffroy de Donzy († 1037))
      4. (II) Hervé de Donzy († 1055); ⚭ Mathilde, Tochter von Thibaut, Graf von Chalon (siehe unten)
        1. Renaud († jung)
        2. Geoffroy II. († 1111), bis 1096 Graf von Chalon
        3. Hervé II. de Donzy († 1120); ⚭ NN, Tochter von Hugues le Blanc de la Ferté
          1. Geoffroy III. de Donzy († 1157), Seigneur de Gien, de Saint-Aignan, de Cosne et de Châtel-Censoir
            1. Hervé III. de Donzy (1149 bezeugt, † 1187); ⚭ Mathilde Gouët, Tochter von Guillaume Gouët, Seigneur d‘Alluyes (Gouët (Familie)) und Elisabeth de Champagne; ⚭ Clémence von Burgund, Tochter von Hugo II. Borel, Herzog von Burgund, (Älteres Haus Burgund)
              1. Hervé IV. de Donzy († 22. Januar 1223 wohl vergiftet); ⚭ Oktober 1199, wohl am 20., geschieden 20. Dezember 1213, Mahaut de Courtenay († 12. Oktober 1257), 1192 Gräfin von Nevers, Auxerre und Tonnerre, Tochter von Pierre II. de Courtenay, Graf von Nevers etc., 1216 Kaiser von Konstantinopel, sie heiratete in zweiter Ehe 1226 Guigues IV. d’Albon, Graf von Forez († 1241), (Haus Albon)
                1. Agnès († 1225), Dame de Donzy; ⚭ 1221 Guy I. de Châtillon, 1219 Graf von Saint-Pol (X August 1226), (Haus Châtillon)

            2. Renaud de Châtillon (* um 1125; † 1187), französischer Kreuzritter, 1153–1160 Fürst von Antiochia, 1175–1187 Herr von Oultrejourdain; ⚭ I 1153 Konstanze von Antiochia (* 1127; † 1163/67), Tochter des Bohemund II. von Antiochia (Haus Hauteville); ⚭ II 1176 Stephanie von Milly († um 1197), Erbin der Herrschaft Oultrejordain, Tochter von Philipp von Milly
              1. (I) Agnes de Châtillon (* 1153; † 1184), ⚭ 1172 König Béla III. von Ungarn (* 1149; † 1196)
              2. (I) Jeanne de Châtillon († 1204), ⚭ 1204 Markgraf Bonifatius I. von Montferrat (* um 1150; X 1207), König von Thessaloniki (Haus der Aleramiden)
              3. (II) Renaud de Châtillon (* nach 1175; † jung, begraben im Tal Josaphat)
              4. (II) Alix de Châtillon († 1235), ⚭ um 22. Februar 1204 Markgraf Azzo VI. von Este (* 1170; † 18. November 1212), 1208 Podestà von Ferrara.

            3. Alix-Mathilde († 1175); ⚭ I Ansel de Traînel; ⚭ II 1153 Étienne I. de Champagne († 1191), 1152 Graf von Sancerre, (Haus Blois)

          2. Agnès; ⚭ Sulpice II. d’Amboise († 24. August 1153), (Haus Amboise)

        4. Hugues, geistlich
        5.  ? Savaric de Semur († nach 1113), Onkel von Geoffroy III. de Donzy – Nachkommen: das Haus Vergy

      5. (II) Eudes de Donzy
      6. (II) Theobald (Thibaut), Graf von Chalon 1039–1065; ⚭ Ermentrude
        1. Hugo II. (Hugues II.) († 1078/80), Graf von Chalon 1065–1075; ⚭ Konstanze von Burgund († Januar/Februar 1093), Tochter von Robert I., Herzog von Burgund (Älteres Haus Burgund), sie heiratete in zweiter Ehe 1081 Alfons VI., König von Kastilien und León, (Haus Jiménez)
        2. Adelheid; ⚭ Guillaume de Thiern († vor 1075) (Haus Thiern) – deren Sohn Guido (Guy) erbt die Grafschaft Chalon-sur-Saône
        3. Mathilde; ⚭ Hervé, Sire de Donzy – deren Sohn ist Geoffroy de Donzy, Graf von Chalon bis 1096 (siehe oben)

      7. Lambert